# PZ Телескопа
PZ Телескопа, также известная как HD 174429 или сокращённо PZ Tel, молодая переменная звезда в созвездии Телескопа. Звёздная величина — 8,342 (слишком тусклая, чтобы увидеть невооружённым взглядом), с переменчивостью в 0,0342 с магнитудой строго в 23 часа. Как переменная она была зачислена в группу BY Дракона и является одной из самых близких и ярких звёзд до главной последовательности относительно Солнца.
Базируясь на годовом параллаксе в 19,42±0,98 угловых миллисекунд, как было измерено Hipparcos, определено, что эта система расположена на удалении в 51,49 парсеков от Земли, с погрешностью в 2,6 пк.
PZ Телескопа обладает эффективной температурой поверхности в 5338 кельвинов (для сравнения, Солнце — 5778 кельвинов), массой в 1,13 раза и размерами в 1,23 раза больше солнечного. У звезды есть околозвездный диск, протянувшийся на расстоянии от 35 до 165 а. е., а также субзвёздный компаньон массой в 36 масс Юпитера, на дистанции в 16 а. е., открытый в 2008 году. Компаньон ныне известен как PZ Телескопа B, предположительно коричневый карлик.
PZ Телескопа входит в так называемую Движущуюся группу звёзд Беты Живописца. Однако объект, по последним данным, старше, чем обычные звезды ассоциации.